# Contarinia roperi
Contarinia roperi är en tvåvingeart som beskrevs av Harris 1979. Contarinia roperi ingår i släktet Contarinia och familjen gallmyggor. Inga underarter finns listade i Catalogue of Life.